# Сантана-ду-Акарау
Сантана-ду-Акарау (порт. Santana do Acaraú) — муниципалитет в Бразилии, входит в штат Сеара. Составная часть мезорегиона Северо-запад штата Сеара. Входит в экономико-статистический микрорегион Собрал. Население составляет 28 767 человек на 2007 год. Занимает площадь 969,323 км². Плотность населения — 29,9 чел./км².

## История
Город основан 3 ноября 1862 года.

## Статистика
- Валовой внутренний продукт на 2003 составляет 49.547.442,00 реалов (данные: Бразильский институт географии и статистики).
- Валовой внутренний продукт на душу населения на 2003 составляет 1.788,78 реалов (данные: Бразильский институт географии и статистики).
- Индекс развития человеческого потенциала на 2000 составляет 0,619 (данные: Программа развития ООН).